# Президент Непала
Президент Федеративной Демократической Республики Непал (непальск. संघीय प्रजातान्त्रिक गणराज्य नेपालका राष्ट्रपति) — высшая государственная должность в Непале. Президентом Непала с 13 марта 2023 года является Рам Чандра Паудел.

## История
После многолетней гражданской войны и демократического движения, 18 мая 2006 года премьер-министр Непала Гириджа Прасад Коирала объявил на заседании парламента о лишении короля Гьянендры большей части полномочий и провозглашении страны светским государством. 15 января 2007 года ввиду создания временного парламента и принятия временной конституции король был отстранён от власти и премьер-министр стал исполняющим обязанности главы государства и правительства. 28 мая 2008 года на первом заседании учредительного собрания в Непале была упразднена монархия и страна провозглашена Федеративной Демократической Республикой. По результатам первых президентских выборов, 23 июля 2008 года Рам Баран Ядав вступил в должность первого президента Непала. Он должен был пробыть на этом посту два года до принятия новой конституции, однако работа над ней затянулась на семь лет. Наконец, 20 сентября 2015 года новый основной закон страны был принят учредительным собранием и подписан президентом Ядавом. Согласно конституции, охарактеризовавшей Непал как светскую республику, состоящую из семи федеральных земель, в стране должны быть проведены новые выборы. 29 октября 2015 года на пост президента была избрана Бидхья Деви Бхандари, ставшая вторым человеком и первой женщиной в этой должности.

## Полномочия и обязанности
Президент Непала исполняет церемониальные обязанности и занимает пост главнокомандующего вооружёнными силами, в то время как премьер-министр является лидером нации. Президент избирается путём непрямых выборов на срок в пять лет. Кандидатом в президенты может быть любой гражданин Непала, достигший возраста 45 лет и имеющий право избираться в федеральный парламент. Резиденцией президента является дворец «Растрапати Бхаван» в Катманду. Зарплата президента на 2015 год составляет 109,410 непальских рупий в месяц.

## Президенты Непала
| № | Портрет | Имя (годы жизни)                                           | Срок полномочий | Срок полномочий | Срок полномочий | Партия                                                              |
| № | Портрет | Имя (годы жизни)                                           | Вступил         | Покинул         | Дни             | Партия                                                              |
| - | ------- | ---------------------------------------------------------- | --------------- | --------------- | --------------- | ------------------------------------------------------------------- |
| — |         | И. о. главы государства Гириджа Прасад Коирала (1925—2010) | 15 января 2007  | 23 июля 2008    | 740             | Непальский конгресс                                                 |
| 1 |         | Президент Рам Баран Ядав (род. 1948)                       | 23 июля 2008    | 29 октября 2015 | 2654            | Непальский конгресс                                                 |
| 2 |         | Президент Бидхья Деви Бхандари (род. 1961)                 | 29 октября 2015 | 13 марта 2023   | 2693            | Коммунистическая партия Непала (объединённая марксистско-ленинская) |
| 3 |         | Президент Рам Чандра Паудел (род. 1944)                    | 13 марта 2023   | в должности     | 856             | Непальский конгресс                                                 |